# Tordeuse des bourgeons de l'épinette
Choristoneura fumiferana
Espèce
La Tordeuse des bourgeons de l'épinette (Choristoneura fumiferana) est une espèce de lépidoptères de la famille des Tortricidae originaire d'Amérique du Nord dont la chenille fait des ravages sévères dans les forêts de conifères (Sapin baumier, Épinette blanche, Épinette rouge, Épinette noire).

## Cycle vital
Dans l'Est du Canada, cette Tordeuse adopte un cycle biologique univoltin (elle ne produit qu'une seule génération par an). En juillet et en août, la femelle pond entre 100 et 300 œufs qu'elle dépose en groupe de 10 à 50 sur la face inférieure des aiguilles de ses hôtes. Les branches choisies sont souvent exposées au soleil sur des arbres en bonne santé. Les œufs forment des masses de couleur vert clair à la suite de la ponte, mais ils deviennent bruns puis blancs. Après une période d'incubation qui dure de 8 à 14 jours, la jeune larve perce l'enveloppe qui la retient et se dirige vers l'intérieur de la cime de l'arbre. La chenille néonate se construit un petit cocon de soie (hibernaculum) dans les crevasses de l'écorce, le lichen sur l'arbre, les écailles des bourgeons ou les cupules des fleurs staminées de son hôte. Elle y effectue sa première mue, puis tombe dans une léthargie nommée diapause pour l'hiver. Entre la fin d'avril et le début de mai, la jeune chenille sort de l'hibernation et migre vers l'extrémité des branches. Elle se nourrit alors préférentiellement du pollen des fleurs staminées de l'année, mais en leur absence, elle peut aussi s'attaquer aux vieilles aiguilles et aux bourgeons encore fermés. Lorsque l'arbre produit de nouvelles pousses, la tordeuse se construira un nouvel abri et se nourrira jusqu'à ce qu'elle atteigne son sixième et dernier stade larvaire. Elle a alors une coloration noir-brun avec une bande crème de chaque côté du corps et des marques blanches sur ses segments. En cas de stress, elle peut se laisser pendre au bout d'un fil de soie pour être aéroportée ou se réfugier sur des branches plus basses. S'il ne reste plus suffisamment d'aiguilles de l'année, l'insecte dévore alors celles des années précédentes causant des dégâts relativement importants à la taille des populations de l'année. Entre le milieu et la fin de juin, les chenilles ont acquis assez d'énergie pour se transformer en chrysalides. Le sexe des chrysalides se remarque par la présence de trois anneaux (femelle) ou quatre (mâle) autour de l'abdomen. Les individus adultes émergent une dizaine de jours après la nymphose. Ce sont des papillons tachetés de brun rouille aux ailes d'une envergure de 22 mm.

## Impacts des épidémies
Dans l'Est de l'Amérique du Nord, la Tordeuse des bourgeons de l'épinette s'alimente de sapins, d'épinettes blanches, rouges et noires (en ordre de préférence). L'épinette semble subir des dommages moins sévères que le sapin parce qu'elle a une croissance plus rapide, une densité d'aiguilles supérieure ainsi que des aiguilles avec une valeur nutritive plus élevée. La défoliation par l'insecte peut entraîner la mortalité des arbres, une moins grande résistance aux chablis, aux parasites, un ralentissement de la croissance ainsi qu'une réduction du taux de recrutement des semis. Si la Tordeuse ne mange que les nouvelles pousses de son hôte, les conséquences ne sont pas nécessairement graves. Cependant, une défoliation répétée des nouvelles pousses sur plusieurs années entraîne des dégâts plus importants. Le sapin meurt généralement à la suite de l'attaque consécutive de la tordeuse sur quatre ans. Si l'insecte s'attaque aussi au plus vieux feuillage, la mortalité est encore plus accélérée. Les taux de mortalité due à la Tordeuse des bourgeons de l'épinette sont beaucoup plus élevés dans les forêts matures que dans celles des jeunes peuplements.